# Adolphe Graedel
Adolphe Graedel (Sonvilier, 26 september 1902 - Schaffhausen, 14 november 1980) was een Zwitsers syndicalist en politicus.

## Levensloop
Graedel studeerde aan de Ecole ouvrière supérieure te Brussel. In de jaren 30 werd hij in La Chaux-de-Fonds syndicaal actief en van 1934 tot 1943 was hij aldaar voorzitter van de Union suisse des ouvrières. In 1938 ging hij tevens aan de slag als redacteur van de socialistische krant La Sentinelle Omstreeks 1943 werd hij actief in de Schweizerischen Metall- und Uhrenarbeiterverband (SMUV), waarvan hij in 1945 algemeen secretaris en in 1955 vicevoorzitter werd.
In 1954 volgde hij Konrad Ilg op als algemeen secretaris van de Internationale Metaalbond (IMB), een functie die hij uitoefende tot 1970. Hij werd in deze hoedanigheid opgevolgd door Ivar Norén.
Ook was hij van 1940 tot 1943 lid van de Grote Raad van Neuchâtel en van 1946 tot 1952 lid van de Grote Raad van Bern. Daarnaast zetelde hij van 3 december 1951 tot 1 december 1963 in de Nationaal Raad voor het kanton Neuchâtel.
Ten slotte nam hij vanaf 1953 plaats in de bankraad van de Zwitserse Nationale Bank en was hij van 1956 tot 1974 lid van het Internationaal Comité van het Rode Kruis (ICRC).
- Base de données des élites suisses: 55457
- Gemeinsame Normdatei: 1052025846
- Historisch woordenboek van Zwitserland: 006043
- Istituto Centrale per il Catalogo Unico: IEIV004636
- Système universitaire de documentation: 234057998
- Zwitserse Bondsvergadering: 2186
- Virtual International Authority File: 308745105